# روجریو گونزالوس مارتینز
روجریو گونزالوس مارتینز (به پرتغالی: Rogério Gonçalves Martins) هافبک اهل برزیل است که در شهر یوبرابا و در تاریخ ۱۹ نوامبر ۱۹۸۴ به دنیا آمده‌است.
روجریو گونزالوس مارتینز در تیم‌های فوتبال Asteras Tripolis سابقهٔ حضور دارد.